# Ескадрені міноносці типу V та W
Ескадрені міноносці класів V та W (англ. V and W-class destroyer) — клас військових кораблів з 107 ескадрених міноносців, що будувалися британськими суднобудівельними компаніями з 1916 по 1918 роки.
Даний клас військових кораблів об'єднав 6 подібних класів ескадрених міноносців, що будувалися за «Надзвичайною воєнною програмою» (англ. War Emergency Programme) наприкінці Першої світової війни. Для свого часу цей клас есмінців мав відмінні характеристики та був найдосконалішим серед подібних кораблів часів світової війни; він також послугував основою для подальшого розвитку та будівництва есмінців, так званого «міжвоєнного часу», що надходили на озброєння Королівських ВМС у 1920-1930-ті роки. у середині 1930-х есмінці класів «V» та «W» у переважній більшості були виведені до Резерву Флоту, однак значна їх кількість взяла участь у битвах та боях Другої світової війни, а також беручи участь у супроводженні конвоїв суден.

## Ескадрені міноносці класів V та W

### Королівський військово-морський флот Великої Британії

#### Лідер ескадрених міноносців «Адміралті» класу «V»
| Корабель    | Номер вимпелу | Виготовлювач                          | Закладено      | Спущено         | У строю         | Статус |
| ----------- | ------------- | ------------------------------------- | -------------- | --------------- | --------------- | --- |
| «Валентайн» | L69           | Cammell Laird, Беркенгед              | 8 серпня 1916  | 24 березня 1917 | 27 червня 1917  | 15 травня 1940 року пошкоджений у результаті атаки німецького пікіруючого бомбардувальника, викинувся на берег поблизу Тернезен (Нідерланди); 1953 року розібраний на брухт |
| «Валгалла»  | D44           | Cammell Laird, Беркенгед              | 8 серпня 1916  | 22 травня 1917  | 31 липня 1917   | 17 грудня 1931 року проданий на брухт |
| «Валькірія» | F05/D61       | William Denny and Brothers, Дамбартон | 25 травня 1916 | 12 березня 1917 | 16 червня 1917  | 24 серпня 1936 року проданий на брухт |
| «Валорос»   | L00           | William Denny and Brothers, Дамбартон | 25 травня 1916 | 5 серпня 1917   | 21 серпня 1917  | 4 березня 1947 року проданий на брухт |
| «Вампайр»   | F05/D61       | William Denny and Brothers, Дамбартон | 10 жовтня 1916 | 21 травня 1917  | 22 вересня 1917 | у жовтні 1933 переданий до складу Королівського австралійського ВМФ; 9 квітня 1942 року потоплений японською авіацією в Бенгальській затоці                                 |

#### «Адміралті» класу «V»
| Корабель    | Номер вимпелу | Виготовлювач                                           | Закладено         | Спущено           | У строю           | Статус |
| ----------- | ------------- | ------------------------------------------------------ | ----------------- | ----------------- | ----------------- | --- |
| «Ванкувер»  | D33           | William Beardmore & Company, Клайдбанк                 | 15 березня 1917   | 28 грудня 1917    | 9 березня 1918    | 1 квітня 1928 перейменований на «Вімі»; 4 березня 1947 року проданий на брухт                                  |
| «Ванесса»   | G18/D29       | William Beardmore & Company, Клайдбанк                 | 16 травня 1917    | 16 березня 1918   | 27 квітня 1918    | 4 березня 1947 року проданий на брухт                                                                          |
| «Ваніті»    | D28           | William Beardmore & Company, Клайдбанк                 | 28 липня 1917     | 3 травня 1918     | 21 червня 1918    | 4 березня 1947 року проданий на брухт                                                                          |
| «Ванок»     | H33           | John Brown & Company, Клайдбанк                        | 20 березня 1916   | 14 червня 1917    | 15 серпня 1917    | 26 липня 1947 року проданий на брухт                                                                           |
| «Ванквішер» | D54           | John Brown & Company, Клайдбанк                        | 27 вересня 1916   | 18 серпня 1917    | 2 жовтня 1917     | 4 березня 1947 року проданий на брухт                                                                          |
| «Вектіз»    | D51           | J. Samuel White & Company, Коуз                        | 7 грудня 1916     | 4 вересня 1917    | 5 грудня 1917     | 26 серпня 1936 року проданий на брухт                                                                          |
| «Вега»      | L41           | William Doxford & Sons Ltd, Сандерленд                 | 11 грудня 1916    | 1 вересня 1917    | 14 грудня 1917    | 4 березня 1947 року проданий на брухт                                                                          |
| «Віемент»   | F1A/F12/H2A   | William Denny and Brothers, Дамбартон                  | 25 вересня 1916   | 6 липня 1917      | жовтень 1917      | 1 серпня 1918 року підірвався на міні та затонув у Північному морі                                             |
| «Велокс»    | D34           | William Doxford & Sons, Сандерленд                     | 1 січня 1917      | 17 листопада 1917 | 1 квітня 1918     | 18 лютого 1947 року проданий на брухт                                                                          |
| «Вендета»   | D69           | Fairfield Shipbuilding and Engineering Company, Глазго | 25 листопада 1916 | 3 вересня 1917    | 17 жовтня 1917    | 11 жовтня 1933 року переданий до Королівського австралійського ВМФ; 2 липня 1948 року проданий на брухт        |
| «Венеціа»   | D53           | Fairfield Shipbuilding and Engineering Company, Глазго | 2 лютого 1917     | 29 жовтня 1917    | 19 грудня 1917    | 19 жовтня 1940 року підірвався на міні та затонув в естуарії Темзи                                             |
| «Венчурос»  | D87           | William Denny & Brothers Limited, Дамбартон            | 9 жовтня 1916     | 21 вересня 1917   | 29 листопада 1917 | 24 серпня 1936 року проданий на брухт                                                                          |
| «Вердан»    | L93           | Hawthorn Leslie and Company, Геббурн                   | 13 січня 1917     | 21 серпня 1917    | 3 листопада 1917  | у березні 1946 року проданий на брухт                                                                          |
| «Версатайл» | D32           | Hawthorn Leslie and Company, Геббурн                   | 31 січня 1917     | 21 серпня 1917    | 3 листопада 1917  | 7 травня 1947 року проданий на брухт                                                                           |
| «Верулам»   | -             | Hawthorn Leslie and Company, Глазго                    | 1916              | 1917              | 3 жовтня 1917     | У ніч з 3 на 4 вересня 1919 року підірвався на міні та затонув поблизу острова Сескар (Фінська затока)         |
| «Волонтір»  | D71           | William Denny and Brothers, Дамбартон                  | 16 квітня 1918    | 17 квітня 1919    | 7 листопада 1919  | 4 березня 1947 року проданий на брухт                                                                          |
| «Веспер»    | D55           | Alexander Stephen and Sons, Глазго                     | 7 грудня 1916     | 15 грудня 1917    | 20 лютого 1918    | 4 березня 1947 року проданий на брухт                                                                          |
| «Відет»     | D48           | Alexander Stephen and Sons, Глазго                     | 1 лютого 1917     | 28 лютого 1918    | 28 квітня 1918    | 4 березня 1947 року проданий на брухт                                                                          |
| «Вім'єра»   | L29           | Swan, Hunter & Wigham Richardson, Волсенд              | жовтень 1916      | 22 червня 1917    | 19 вересня 1917   | 9 січня 1942 року підірвався на міні та затонув в естуарії Темзи                                               |
| «Вайолент»  | D57           | Swan, Hunter & Wigham Richardson, Волсенд              | 6 грудня 1916     | 1 вересня 1917    | 20 листопада 1917 | 8 березня 1937 року проданий на брухт                                                                          |
| «Вітторіа»  | G05/F96       | Swan, Hunter & Wigham Richardson, Волсенд              | 1916              | 1917              | 29 жовтня 1917    | 1 вересня 1919 року торпедований більшовицьким ПЧ «Пантера» та затонув поблизу острова Сескар (Фінська затока) |
| «Вівейшос»  | D36           | Yarrow & Company, Глазго                               | 3 листопада 1916  | 13 листопада 1917 | 29 грудня 1917    | 4 березня 1947 року проданий на брухт                                                                          |
| «Вів'єн»    | L33           | Yarrow & Company, Глазго                               | липень 1916       | 16 лютого 1918    | 28 травня 1918    | 18 лютого 1947 року проданий на брухт                                                                          |
| «Вортігерн» | D37           | J. Samuel White & Company, Коуз                        | 17 січня 1917     | 15 жовтня 1917    | 25 січня 1918     | 15 березня 1942 року торпедований німецьким торпедним катером S-104 та затонув поблизу Кромера (Норфолк)       |

#### «Адміралті» класу «W»
| Корабель | Номер вимпелу | Виготовлювач                                           | Закладено       | Спущено           | У строю           | Статус |
| --- | ------------- | ------------------------------------------------------ | --------------- | ----------------- | ----------------- | --- |
| «Вояджер» | D31           | Alexander Stephen and Sons, Глазго                     | 10 жовтня 1916  | 21 травня 1917    | 22 вересня 1917   | у жовтні 1933 року переданий до Королівського австралійського ВМФ; 23 вересня 1942 року знищений у результаті бомбардування японської авіації поблизу Тимор              |
| «Вейкфул» | H88           | William Beardmore & Company, Клайдбанк                 | 17 січня 1917   | 6 жовтня 1917     | 16 листопада 1917 | 29 травня 1940 року торпедований німецьким торпедним катером S-30 та затонув поблизу Ніувпорт (Бельгія)                                                                  |
| «Волкер» | D27           | William Denny & Brothers Limited, Дамбартон            | 26 березня 1917 | 29 листопада 1917 | 2 лютого 1918     | 15 березня 1946 року проданий на брухт |
| «Волпол» | D41           | William Doxford & Sons Ltd, Тайн-енд-Вір               | травень 1917    | 12 лютого 1918    | 7 серпня 1918     | 6 січня 1945 року підірвався на морській міні в Північному морі; 8 лютого 1945 року списаний через конструктивні пошкодження та проданий на брухт                        |
| «Валрус» | G17/D24       | Fairfield Shipbuilding and Engineering Company, Говань | лютий 1917      | 27 грудня 1917    | 8 березня 1918    | 12 лютого 1938 року потрапив на мілину біля Скарборо; списаний через конструктивні пошкодження та 5 березня 1938 року проданий на брухт                                  |
| «Ворик» | D25           | Hawthorn Leslie and Company, Геббурн                   | 10 березня 1917 | 28 грудня 1917    | 18 березня 1918   | 20 лютого 1944 року торпедований німецьким підводним човном U-413 та затонув поблизу мису Тревос-Гед (Корнуолл)                                                          |
| «Вочмен» | D26           | John Brown & Company, Клайдбанк                        | 17 січня 1917   | 2 листопада 1917  | 26 січня 1918     | 23 липня 1945 року проданий на брухт |
| «Вотехен» | D22           | Palmers Shipbuilding and Iron Company, Геббурн         | 10 жовтня 1916  | 21 травня 1917    | 22 вересня 1917   | у жовтні 1933 року переданий до Королівського австралійського ВМФ; 30 червня 1941 року знищений у результаті бомбардування італійсько-німецькою авіацією у берегів Лівії |
| «Вессекс» | D43           | Hawthorn Leslie and Company, Тайнсайд                  | 23 травня 1917  | 12 березня 1918   | 11 травня 1918    | 24 травня 1940 року розбомблений німецьким бомбардувальником біля Кале                                                                                                   |
| «Весткотт» | D47           | William Denny & Brothers Limited, Дамбартон            | 30 березня 1917 | 14 лютого 1918    | 12 березня 1918   | 8 січня 1946 року проданий на брухт |
| «Вестмінстер» | L40           | Scotts Shipbuilding and Engineering Company, Грінок    | квітень 1917    | 25 лютого 1918    | 18 квітня 1918    | 4 березня 1947 року проданий на брухт |
| «Вірлвінд» | D30           | Swan Hunter & Wigham Richardson, Волсенд               | травень 1917    | 15 грудня 1917    | 15 березня 1918   | 5 липня 1940 року торпедований німецьким підводним човном U-34 південно-західніше Ірландії                                                                               |
| «Вітлі» | L23           | William Doxford & Sons Ltd, Сандерленд                 | червень 1917    | 13 квітня 1918    | 14 жовтня 1918    | 19 травня 1940 року розбомблений німецьким бомбардувальником і викинувся на берег біля Остенде (Бельгія)                                                                 |
| «Вінчелсі» | D46           | J. Samuel White & Company, Коуз                        | 25 травня 1917  | 15 грудня 1917    | 15 березня 1918   | 20 березня 1945 року проданий на брухт |
| «Вінчестер» | L55           | J. Samuel White & Company, Коуз                        | 12 червня 1917  | 1 лютого 1918     | 29 квітня 1918    | 5 березня 1946 року проданий на брухт |
| «Віндзор» | D42           | Scotts Shipbuilding and Engineering Company, Грінок    | квітень 1917    | 21 червня 1918    | 28 серпня 1918    | 4 березня 1947 року проданий на брухт |
| «Вулфхаунд» | L56           | Fairfield Shipbuilding and Engineering Company, Говань | квітень 1917    | 14 березня 1918   | 27 квітня 1918    | 18 лютого 1948 року проданий на брухт |
| «Ресле» | D35           | Scotts Shipbuilding and Engineering Company, Грінок    | липень 1917     | 25 лютого 1918    | 15 травня 1918    | 6 червня 1944 року підірвався на міні біля плацдарму «Джуно»; 20 липня 1944 року проданий на брухт                                                                       |
| «Райнек» | D21           | Palmers Shipbuilding and Iron Company, Геббурн         | квітень 1917    | 13 травня 1918    | 11 листопада 1918 | 27 квітня 1941 року потоплений німецькими пікіруючими бомбардувальниками Ju 87 у бухті Суда на острові Крит                                                              |
| * 2 есмінці цього підкласу Wayfarer та Woodpecker були закладені на верфях Yarrow & Company, але у квітні 1917 року будівництво було скасоване. |               |                                                        |                 |                   |                   | |

#### «Торнікрофт» класів «V» та «W»
| Корабель  | Номер вимпелу | Виготовлювач                                   | Закладено       | Спущено           | У строю         | Статус                                 |
| --------- | ------------- | ---------------------------------------------- | --------------- | ----------------- | --------------- | -------------------------------------- |
| «Вайсрой» | D91           | John I. Thornycroft & Company Limited, Вулстон | 15 грудня 1916  | 17 листопада 1917 | 5 лютого 1918   | у червні 1948 року проданий на брухт   |
| «Віконт»  | D92           | John I. Thornycroft & Company Limited, Вулстон | 20 грудня 1916  | 29 грудня 1917    | 25 березня 1918 | 20 березня 1945 року проданий на брухт |
| «Вулзі»   | D98           | John I. Thornycroft & Company Limited, Вулстон | 28 березня 1917 | 16 березня 1918   | 1 травня 1918   | 4 березня 1947 року проданий на брухт  |
| «Вулстон» | L49           | John I. Thornycroft & Company Limited, Вулстон | 25 квітня 1917  | 27 січня 1918     | 28 червня 1918  | 18 лютого 1947 року проданий на брухт  |

#### «Модифікований Торнікрофт» класу «W»
| Корабель | Номер вимпелу | Виготовлювач                                   | Закладено      | Спущено           | У строю       | Статус                                 |
| -------- | ------------- | ---------------------------------------------- | -------------- | ----------------- | ------------- | -------------------------------------- |
| «Вішарт» | D67           | John I. Thornycroft & Company Limited, Вулстон | 18 травня 1918 | 18 липня 1919     | червень 1920  | 20 березня 1945 року проданий на брухт |
| «Вітч»   | D89           | John I. Thornycroft & Company Limited, Вулстон | 13 червня 1918 | 11 листопада 1919 | березень 1924 | у липні 1946 року проданий на брухт    |

#### «Модифікований Адміралті» класу «W»
| Корабель      | Номер вимпелу | Виготовлювач                                                  | Закладено       | Спущено           | У строю           | Статус |
| ------------- | ------------- | ------------------------------------------------------------- | --------------- | ----------------- | ----------------- | --- |
| «Вінсіттарт»  | D64           | William Beardmore & Company, Клайдбанк                        | 1 липня 1918    | 17 квітня 1919    | 5 листопада 1919  | 25 лютого 1946 року проданий на брухт |
| «Вітшед»      | D77           | Swan Hunter, Волсенд                                          | 3 червня 1918   | 31 січня 1919     | 11 липня 1919     | 18 лютого 1947 року проданий на брухт |
| «Веномос»     | D75           | John Brown & Company, Клайдбанк                               | 31 травня 1918  | 21 грудня 1918    | 24 серпня 1919    | 4 березня 1947 проданий на брухт |
| «Вайлд Свон»  | D62           | Swan Hunter, Волсенд                                          | липень 1918     | 17 травня 1919    | 14 листопада 1919 | 17 червня 1942 року розбомблений німецькими літаками Ju 88 та зіткнувся з іспанським траулером, унаслідок чого затонув у 100 милях від узбережжя Франції                            |
| «Візерінгтон» | D76           | J. Samuel White & Company, Коуз                               | 27 вересня 1918 | 16 січня 1919     | 10 жовтня 1919    | 20 березня 1947 року проданий на брухт |
| «Вустер»      | D96           | J. Samuel White & Company, Коуз/Royal Navy Dockyard, Портсмут | 20 грудня 1918  | 24 жовтня 1919    | 20 вересня 1922   | 23 грудня 1943 року зазнав невідновлюваних пошкоджень у наслідок підриву на морській міні; переведений у травні 1944 року в клас плавучих казарм; 17 вересня 1946 проданий на брухт |
| «Волверін»    | D78           | J. Samuel White & Company, Коуз                               | 8 жовтня 1918   | 17 липня 1919     | 27 лютого 1920    | у травні 1945 виведений до Резерву флоту; 20 січня 1946 року проданий на брухт |
| «Віверн»      | D66           | J. Samuel White & Company, Коуз                               | 19 серпня 1918  | 16 квітня 1919    | 23 грудня 1919    | З 1920 до 1939 року перебував у Резерві флоту; у вересні 1944 року виведений зі складу сил флоту; 18 лютого 1947 року проданий на брухт                                             |
| «Ветеран»     | D72           | John Brown & Company, Клайдбанк                               | 30 серпня 1918  | 26 серпня 1919    | 13 листопада 1919 | 26 вересня 1942 року потоплений німецькою субмариною U-404 |
| «Вандерер»    | D74           | Fairfield Shipbuilding and Engineering Company, Глазго        | 7 серпня 1918   | 1 травня 1919     | 18 вересня 1919   | 31 січня 1946 проданий на брухт |
| «Веріті»      | D63           | John Brown & Company, Клайдбанк                               | 17 травня 1918  | 19 березня 1919   | 17 вересня 1919   | 4 березня 1947 проданий на брухт |
| «Вайтхолл»    | D94           | Swan Hunter, Волсенд/Chatham Dockyard, Чатем                  | червень 1918    | 19 березня 1919   | 9 липня 1924      | у жовтні 1945 проданий на брухт |
| «Врен»        | D94           | Yarrow & Company, Глазго                                      | червень 1918    | 11 листопада 1919 | 23 січня 1923     | 27 липня 1940 року затоплений унаслідок атаки Junkers Ju 87 |